# Красная Локна
Красная Локна — поселок в Плавском районе Тульской области в составе Молочно-Дворского сельского поселения

## География
Поселок находится в юго-западной части Тульской области на расстоянии приблизительно 7 км на юг-юго-запад по прямой от города Плавск, административного центра района у трассы М-2.

## История
В конце 1930-х годов здесь было учтено 18 дворов.

## Население
Постоянное население составляло 8 человек (русские 100 %) в 2002 году, 5 в 2010.